# Ямал (ракета-носитель)
«Яма́л» — нереализованный проект создания ракеты-носителя на основе «Союза».
В качестве двигателей первой ступени «Ямала» предполагалось использовать старые жидкостные двигатели НК-33, изготовленные для ракет-носителей «Н-1» и хранящиеся на складах с 1972 года после закрытия программы. С этой целью в РКК около 50 двигателей были расконсервированы и испытаны на соответствие техническим нормам.
По словам специалистов РКК «Энергия», все двигатели прошли испытание и являются исправными. Инициатор разработки и создания ракетно-космического комплекса «Ямал» -ОАО «Моторостроитель». Реализация проекта позволила бы расширить диапазон решаемых прикладных космических задач за счёт увеличения выводимых полезных нагрузок на опорную орбиту до 11—12 тонн и обеспечения выведения на геопереходные орбиты спутников весом до 3,2 тонн и на геостационарную орбиту спутников весом до 1,7 тонн.